# Cortinarius suillus
Cortinarius suillus är en svampart som beskrevs av Fr. 1838. Cortinarius suillus ingår i släktet Cortinarius och familjen spindlingar.  Arten är reproducerande i Sverige. Inga underarter finns listade i Catalogue of Life.
I den svenska databasen Dyntaxa används istället namnet Cortinarius diabolicus för samma taxon. Arten är reproducerande i Sverige.